# Lee View
Lee View, auch MacLean’s Mansion, ist eine Villa auf der schottischen Hebrideninsel North Uist. 1985 wurde das Gebäude in die schottischen Denkmallisten zunächst in der Kategorie B aufgenommen. 2009 erfolgte die Herabstufung in die Kategorie C.

## Geschichte
Auf einem Türsturz ist das Baujahr 1852 angegeben. Es wird jedoch davon ausgegangen, dass in diesem Jahr lediglich ein älteres Gebäude überarbeitet wurde, das um 1800 errichtet worden war. Die Überarbeitung erfolgte für den Kaufmann John MacLean von der Nachbarinsel Boreray. MacLean nutzte die Villa mit Schiffsanleger zu geschäftlichen Zwecken. Später wurde das Gebäude als Lager- und Wohnhaus genutzt. Ab 1950 nutzte die örtliche Freimaurerloge das Obergeschoss. Seit den späten 1990er Jahren steht das Gebäude leer. Nach einem Brand 2008 wurde der beschädigte Dachstuhl abgetragen. Aufgrund seines schlechten Zustands wurde Lee View bereits 1990 in das Register gefährdeter denkmalgeschützter Bauwerke in Schottland aufgenommen. Im Laufe der 2000er Jahre existierten Pläne zur Einrichtung eines Museums und zur Nutzung als Forschungsstation. Ein 2009 eingereichter Antrag auf Abbruch wurde abgelehnt. Lee View wird als Ruine mit gleichzeitig hoher Gefährdung eingestuft.

## Beschreibung
Lee View steht im Zentrum von Lochmaddy, dem Hauptort von North Uist. Es steht an prominenter Position an der Bucht von Lochmaddy gegenüber der kleinen Insel Oronsay. Am alten Hafen der Ortschaft gelegen, verfügt das Gebäude über einen eigenen Schiffsanleger. Das zweigeschossige, fünf Achsen weite Gebäude ist für die Verhältnisse der Insel groß dimensioniert und trägt zum Gesamtbild der Küstenbebauung von Lochmaddy signifikant bei. Aus der seeseitigen Hauptfassade tritt ein kleiner Vorbau mit der Eingangstüre heraus. Die Fensteröffnungen der Nordfassade sind unregelmäßig angeordnet und teils mit Mauerwerk verschlossen. Es gibt Hinweise darauf, dass einst zwölfteilige Sprossenfenster eingesetzt gewesen waren. Im Obergeschoss befindet sich ein schlichter Kamin mit gusseisernem Einsatz.